# Noungou de Sanga
Pour les articles homonymes, voir Noungou et Sanga.
Ne doit pas être confondu avec Noungou de Komestenga.
Noungou de Sanga est une localité située dans le département de Mané de la province du Sanmatenga dans la région Centre-Nord au Burkina Faso.

## Géographie
Noungou de Sanga est situé à 2 km à l'est de Sanga, à 6 km au sud-est de Tanzéongo, à environ 12 km au nord-ouest de Mané, le chef-lieu du département, et enfin à 50 km à l'ouest de Kaya, la capitale régionale.

## Éducation et santé
Le centre de soins le plus proche de Noungou de Sanga est le centre de santé et de promotion sociale (CSPS) de Tanzéongo tandis que le centre hospitalier régional (CHR) se trouve à Kaya.
Noungou de Sanga possède un centre d'alphabétisation.